# CLE International
CLE International és una editorial creada l'any 1973, especialitzada en l'aprenentatge del francès. Publica cap a un centenar de títols anualment. Els seus competidors directes principals són Hachette FLE i Didier FLE. Des del 2001 CLE International és també editorial de la revista Fédération Internationale des Professeurs de Français (federació internacional de professors de francès en català).

## Títols principals
- 1976 : C'est le printemps
- 1982 : Sans frontières
- 1983 : En avant la musique
- 1986 : Il était une petite grenouille
- 1988 : Le nouveau sans frontières
- 1995 : La Grammaire progressive du français
- 1996 : Panorama, Collection 450, Lectures en français facile
- 1997 : Junior, Vocabulaire progressif du français
- 1999 : Initial, Ado, Le Robert & CLE International
- 2000 : Champion
- 2001 : Alex et Zoé
- 2002 : Campus, Lili
- 2003 : Oh ! là ! là !, Français.com, On y va
- 2004 : Trait d'union, Déclic, Belleville, Communication progressive, Fluo
- 2005 : Dictionnaire de didactique du FLE, Campus 4, Activités pour le CECR, Grammaire expliquée du français, Lectures Découverte, Lectures Mise en scène
- 2006 : Tout va bien !, Nouveau Delf, Métro Saint-Michel, Junior Plus, Festival, Collection En dialogues, Collection Compétences
- 2007 : Ici, Nouveau Dalf
- 2008 : Écho, Amis et compagnie
- 2009 : Vitamine, Vite et bien
- 2010 : En action, DELF Prim
- 2011 : Zigzag, Intro, Amical, Arobase / Pixel
- 2012 : Essentiel et plus..., Écho Junior, Soda, Zénith